# 似松鼠龍屬

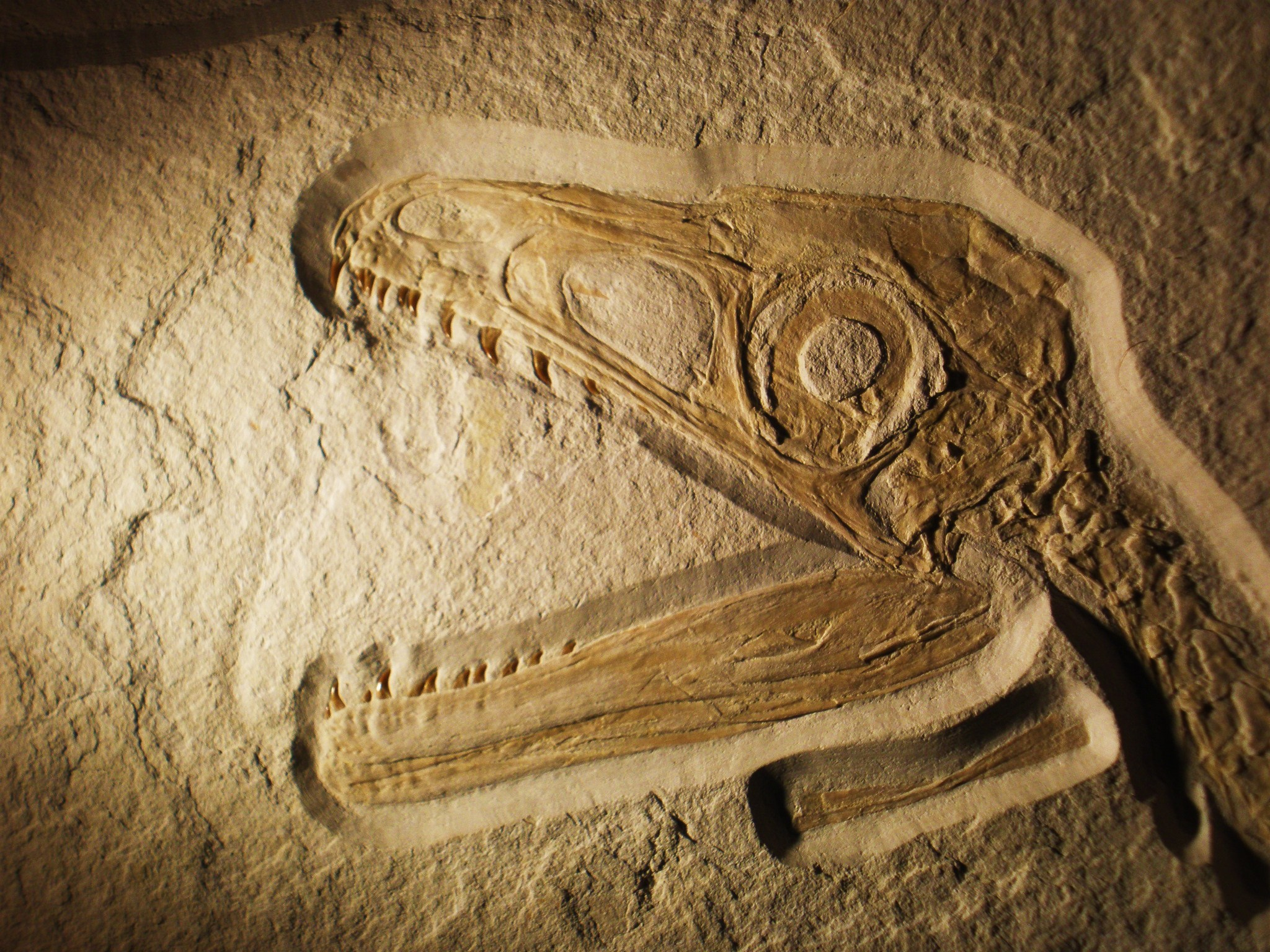
似松鼠龍的頭顱骨

似松鼠龍屬（學名：Sciurumimus）是獸腳亞目虛骨龍類恐龍的一屬，生存於侏羅紀晚期的德國。目前僅發現一未成年個體標本，發現於下巴伐利亞的石灰岩採石場。在2012年，奧利佛·勞赫（Oliver Rauhut）等人將化石進行敘述、命名，模式種是S. albersdoerferi，屬名意為「松鼠模仿者」，意為標本的形狀、羽毛包覆狀態，看起來類似松鼠。化石帶有絲狀結構的覆蓋物。

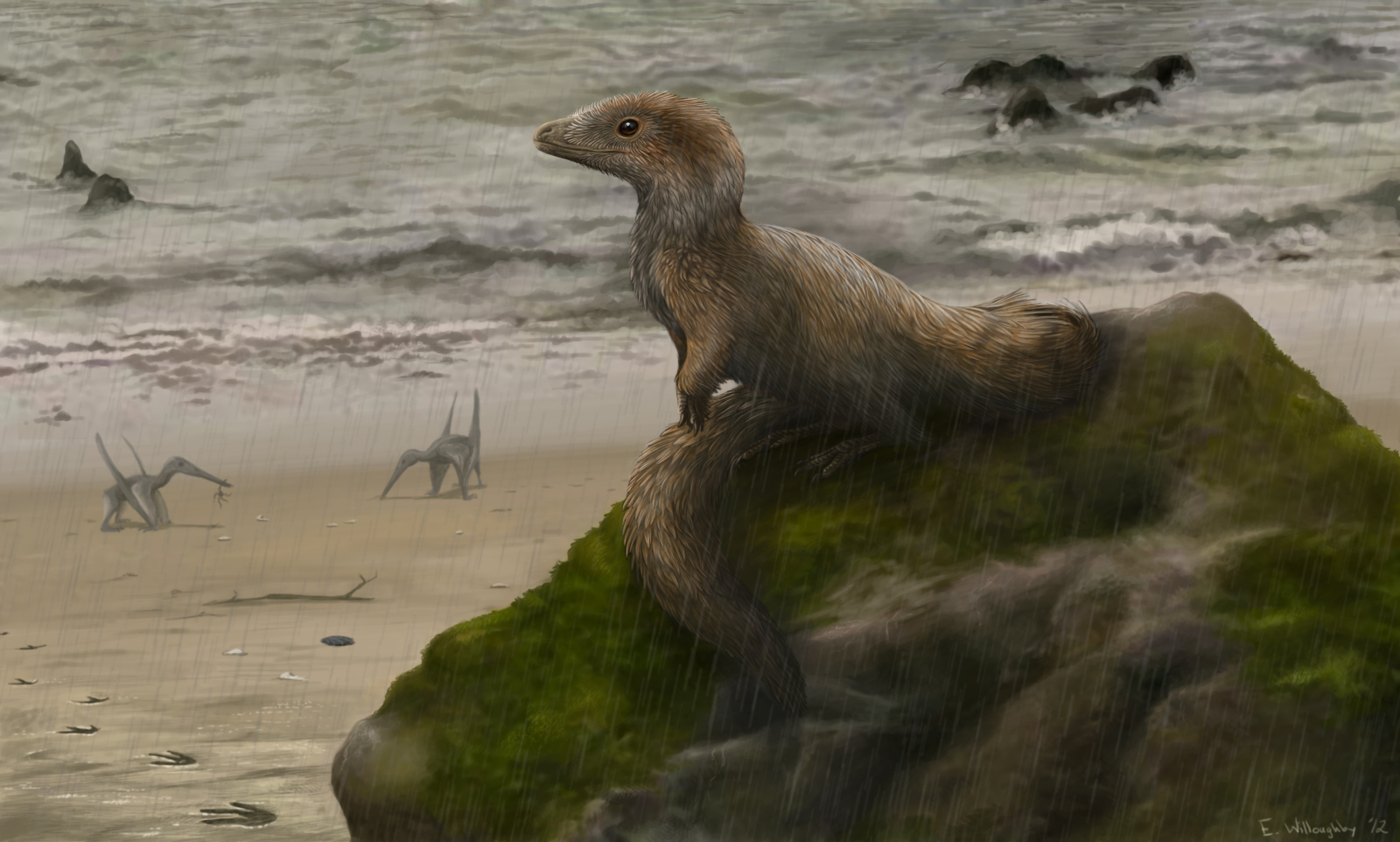
一隻青年似松鼠龍的模擬圖